# Rubricoccaceae
Rubricoccaceae es una familia de bacterias gramnegativas del orden Rhodothermales. Se describió en el año 2016. Consiste en bacterias aerobias o anaerobias facultativas, marinas, en forma de coco o de bacilo, con coloración roja. Crecen a temperaturas óptimas de 20-30 °C. 

## Taxonomía
Actualmente consta de dos géneros, con un total de tres especies:
- Género Rubricoccus
  - R. marinus
- Género Rubrivirga
  - R. marina
  - R. profundi